# Louis Mennini
Louis Alfred Mennini (* 18. November 1920 in Erie/Pennsylvania; † 22. Februar 2000 in Naples/Florida) war ein US-amerikanischer Komponist und Musikpädagoge.

## Leben
Mennini studierte nach dem Besuch des Oberlin College (bei Bernard Rogers und Howard Hanson) an der Eastman School of Music in Rochester, wo er seit 1949 Komposition unterrichtete. 1965 gründete er die North Carolina School of the Arts in Winston-Salem und leitete deren Musikschule. Weiterhin gründete er die D’Angelo School of Music in Erie, Pasadena und die Virginia School of the Arts in Lynchburg, Virginia.
Er komponierte zwei Opern und ein Ballett, zwei Sinfonien, eine Ouvertüre, ein Streichquartett, eine Messe, Klavierstücke, Chorwerke und Lieder.